# Wybory parlamentarne w Indonezji w 2009 roku

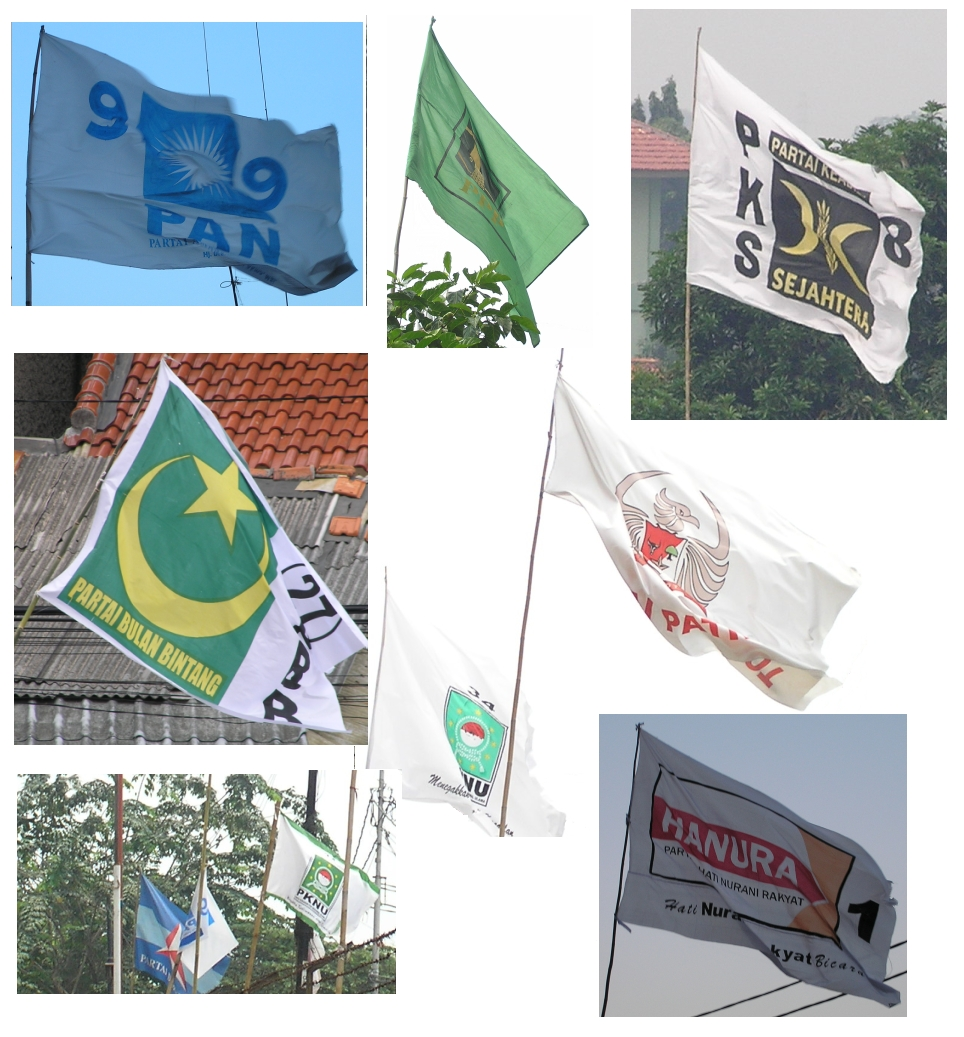
Flagi ugrupowań politycznych podczas kampanii wyborczej

Wybory parlamentarne w Indonezji w 2009 roku odbyły się 9 kwietnia. Uprawnionych do głosowania było ok. 171 mln obywateli, którzy wybierali 560 deputowanych do obu izb parlamentu - Ludowej Izby Reprezentantów i Regionalnej Rady Reprezentantów. Kandydaci pochodzili z 38 różnych partii politycznych. Tego samego dnia odbyły się również wybory samorządowe.

## Wyniki wyborów
Zwycięstwo odniosła Demokratyczna Partia Indonezji, która wyprzedziła m.in. Wspólny Sekretariat Grup Funkcjonalnych oraz Demokratyczną Partię Indonezji - Walkę. Do parlamentu indonezyjskiego weszło łącznie 9 ugrupowań politycznych. Po raz pierwszy w wyborach mandat parlamentarny uzyskali przedstawiciele Partii Świadomości Narodu oraz Gerindry.
| Partia                                         | Ilość głosów | %     | Ilość mandatów |
| ---------------------------------------------- | ------------ | ----- | -------------- |
| Partia Demokratyczna                           | 21 655 295   | 20,85 | 148            |
| Golkar                                         | 15 031 497   | 14,45 | 106            |
| Demokratyczna Partia Indonezji – Walka         | 14 576 388   | 14,03 | 94             |
| Partia Prosperującej Sprawiedliwości           | 8 204 946    | 7,88  | 57             |
| Partia Mandatu Narodowego                      | 6 273 462    | 6,01  | 46             |
| Zjednoczona Partia na rzecz Rozwoju            | 5 544 332    | 5,32  | 38             |
| Partia Przebudzenia Narodowego                 | 5 146 302    | 4,94  | 28             |
| Gerindra                                       | 4 642 795    | 4,46  | 26             |
| Hanura                                         | 3 925 620    | 3,77  | 17             |
| Partia Półksiężyca i Gwiazdy                   | 1 864 642    | 1,79  | 0              |
| Partia Przebudzenia Narodowego - Ulema         | 1 527 509    | 1,47  | 0              |
| Partia Prosperującego Pokoju                   | 1 522 032    | 1,46  | 0              |
| Koncern Narodowych Grup Funkcyjnych            | 1 461 375    | 1,40  | 0              |
| Partia Reform Gwiazda                          | 1 264 150    | 1,21  | 0              |
| Narodowa Partia Ludowa                         | 1 260 950    | 1,21  | 0              |
| Indonezyjska Partia Sprawiedliwości i Jedności | 936 133      | 0,90  | 0              |
| Pozostałe ugrupowania                          | 9 210 690    | 8,85  | 0              |
| Łącznie                                        | 104 048 118  | 100   | 560            |
| Źródło: Indonezyjska Komisja Wyborcza          |              |       |                |